# 文化遗产的保护和修复

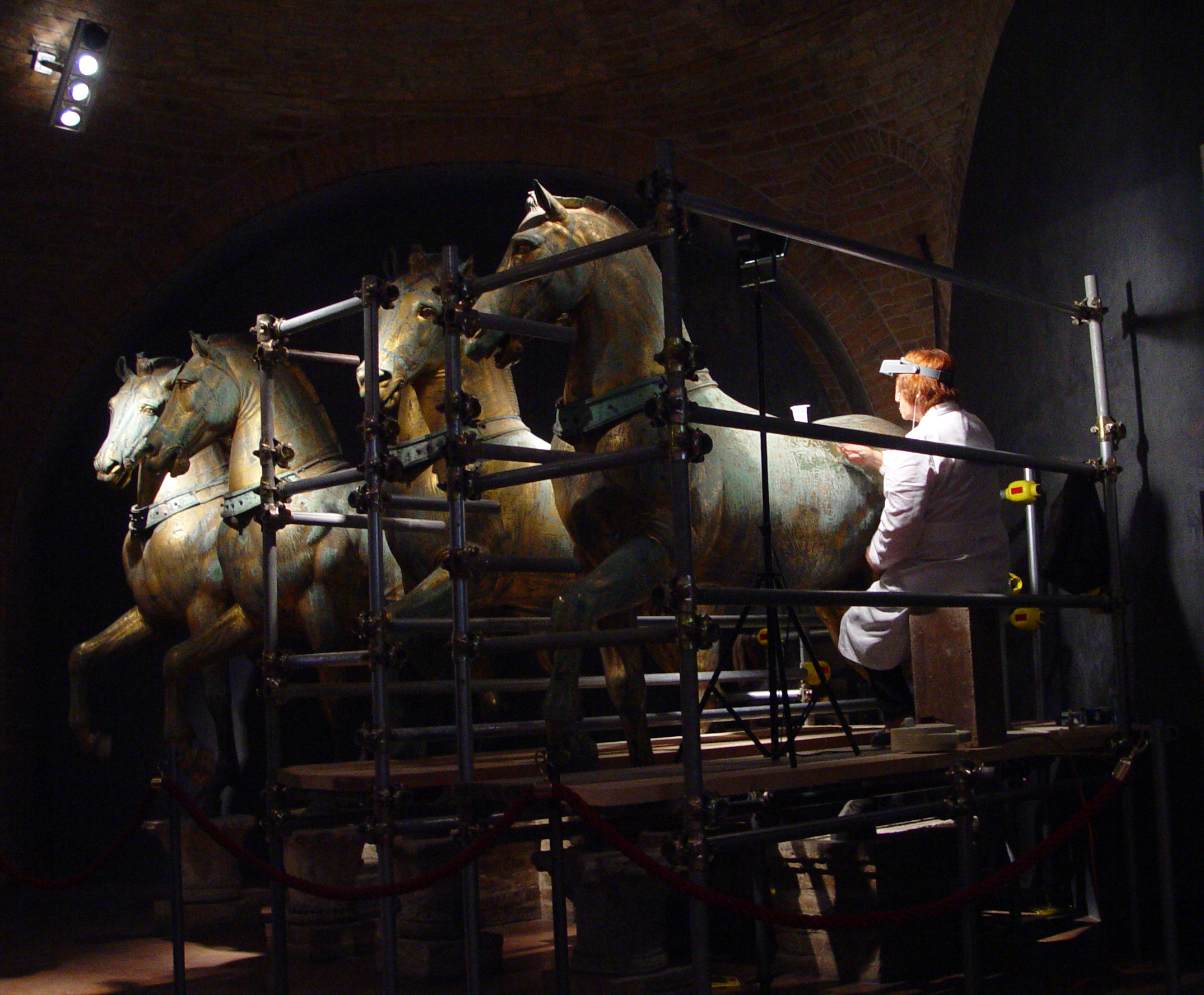
圣马尔谷之马的保护（威尼斯）

文化遗产的保护和修复重点是对文化遗产（物质文化遗产）的保护，包括艺术品、建筑、考古和博物馆藏品。 保护活动包括预防性保护、检查、记录、研究、治疗和教育。 该领域与保护科学、策展人和登记员密切相关。

## 定义

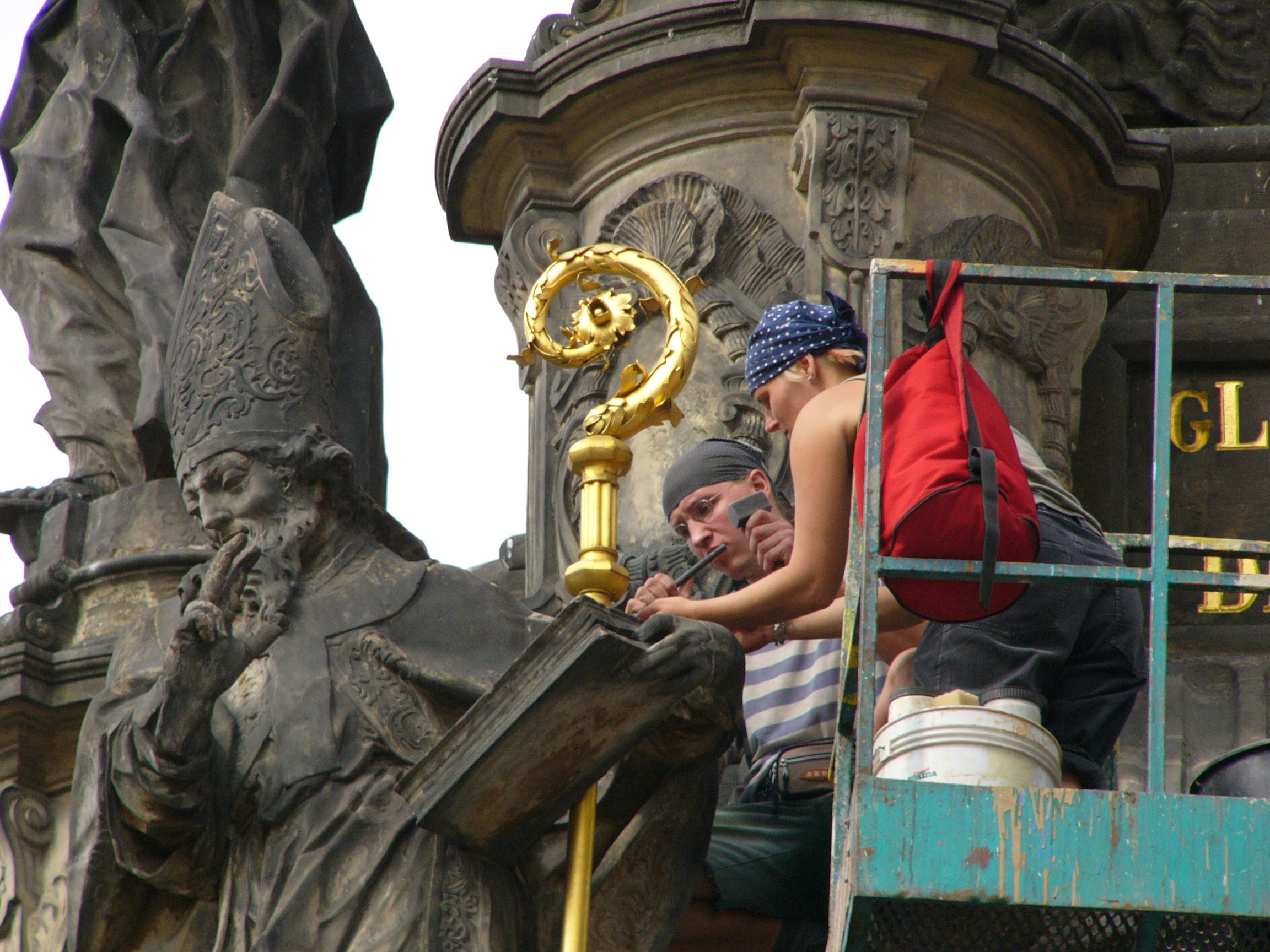
2006 年在奥洛穆茨（捷克共和国）修复和保护圣三柱

文化遗产的保护涉及使用“任何被证明有效的并使文化遗产尽可能长时间地保持原状”的方法进行保护和修复。 文化遗产的保护通常与艺术收藏品和博物馆相关，涉及通过跟踪、检查、记录、展览、储存、预防性保护和修复进行的收藏照料和管理。 
保护范围已从涉及艺术品和建筑的保护和照顾的艺术保护扩大到文化遗产的保护，还包括保护和照顾一系列其他文化和历史作品。文化遗产的保护可以被描述为一种道德管理。
大致可以分为：
- 可移动文化遗产的保护和修复
- 不可移动文化遗产的保护和修复

保护文化遗产适用简单的道德准则：
- 最少的干预；
- 适当的材料和可逆的方法；
- 所有工作的完整文件。

通常，在保留外观、保持原始设计和材料特性以及扭转变化的能力之间存在折衷。现在强调可逆性，以减少未来治疗、调查和使用中的问题。
为了让保护人员决定适当的保护策略并相应地运用他们的专业知识，他们必须考虑利益关系人的观点、价值观、艺术家的意图、作品的意义以及材料的物理需求。
切萨雷·布兰迪 (Cesare Brandi)在他的修复理论 (Theory of Restoration) 中将修复描述为“艺术作品以其物质形式以及历史和美学的双重性而被欣赏的方法论环节（the methodological moment），以期（将艺术作品）留给后人。”  